# Micacita
La micacita, esquisto micáceo, micaesquisto o micasquisto es una roca metamórfica que se compone de mica, cuarzo y proporciones menores de otros minerales. Es una de las variedades del esquisto. Su color característico, el gris, se debe a la presencia de mica, tanto moscovita como biotita. Tiene alta esquistosidad debido a la orientación de las escamas de mica.

Tiene su origen en el metamorfismo de antiguas series arcillosas y pizarrosas. Constan de una alternancia de finos estratos de cuarzo y de mica, y según sea la índole de ésta, se trata de micacitas de mica blanca (con moscovita, sericita, etc.), de mica negra (biotita, clorita, etc.) o de dos micas (mixtas). Todas contienen proporciones pequeñas de minerales pesados, como cornubita, granate, epidota, cordierita, silimanita, etc. Estos pueden formar unos nódulos oscuros, de unos cuantos milímetros de diámetro y el micasquisto que contiene esas concreciones de origen metamórfico son calificados de micacitas nodulosas o, si los nódulos son lisos, de pizarras mosqueadas. Considerando la serie de rocas resultante de un metamorfismo regional, se observa el paso de las micacitas a los gneis.